# Maria Caterina Locatelli
Maria Caterina Locatelli, indicata anche con le varianti Marta, Catarina, Cattarina, Catharina  e Lucatelli (Bologna, fine del XVII secolo – Bologna, 1723) è stata una pittrice italiana.
Oggi dimenticata, alla sua epoca fu una delle più celebri pittrici bolognesi di «quadri d'invenzione».

## Biografia
Marta Catarina o Maria Caterina Locatelli, cognome talvolta ortografato Lucatelli, nacque a Bologna verso la fine del XVII secolo e forse apparteneva alla stessa famiglia di artisti di cui sono noti Pietro e Andrea.
Indicata come pittrice attiva a Bologna nel XVIII, ancora giovane Maria Caterina Locatelli fu allieva di Lorenzo Pasinelli spentosi nel 1700, il che lascia supporre che Locatelli fosse attiva già alla fine del XVII secolo.
Pittrice di talento, dotata di «mirabile maestria nel dipingere», si dedicò «con trasporto alla pittura». Luigi Crespi la descrive così: «quanto poco dotata di avvenenza, ricca altrettanto di spirito, e di prudenza», mentre altri commentatori ottocenteschi arrivano a definirla «assai deforme della persona».
Per la chiesa della Madonna di San Colombano Maria Caterina Locatelli dipinse con perizia il frontale con ai lati Sant'Antonio da Padova, Santa Teresa e alcuni angeli, opera lodata ma successivamente sostituita da un dipinto di Giuseppe Varotti, definito da Crespi «professore moderno e ben cattivo». Questa risultava essere l'unica opera esposta in pubblico della pittrice.
Per Crespi, la pittrice dovette smettere di dipingere precocemente per dedicarsi alla vita domestica e per «cure più necessarie». Rosalia Amari a metà Ottocento indicava la soppressione della sua opera nella chiesa della Madonna di San Colombano come una delle cause che degradarono il suo stato di salute e l'allontanarono dalla pittura: «a queste ingiurie della fortuna s'aggiunsero domestiche sciagure, e siffattamente travagliarono l'animo della Caterina che abbandonò negli ultimi anni della sua vita i pennelli con danno dell'arte.»
Maria Caterina Locatelli si spense a Bologna nel 1723, secondo Rosalia Amari a causa del dolore.
Caduta nell'oblio, non sono note sue opere esistenti.